# 그레이터 블루마운틴스 지역

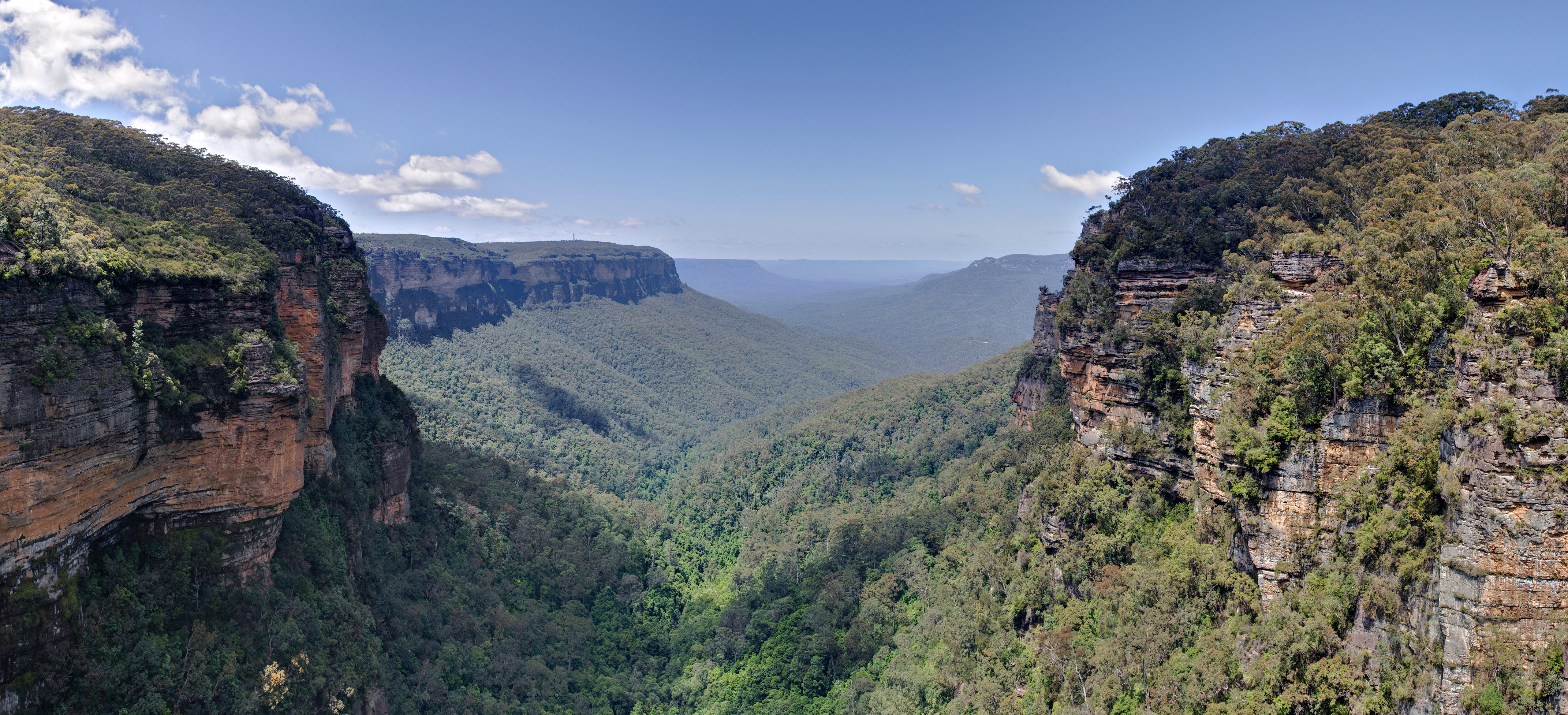
그레이터 블루마운틴스 지역

그레이터 블루마운틴스 지역(영어: Greater Blue Mountains Area)은 오스트레일리아 뉴사우스웨일스주의 블루마운틴스 국립공원과 그 주변 지역과 주변 공원들의 총칭이다. 2000년, 유네스코의 세계유산 (자연유산)에 등록되었다.

## 개요
그레이터 블루마운틴스 지역은 91종 유칼립투스가 광범위하게 자생하는 지역이다. 기온이 상승하면 유칼립투스에 포함된 기름이 기화하여 공기 중에 확산되어 경관에서 반사 하는 빛의 파랑 스펙트럼을 상대적으로 잘 통해 블루 띠처럼 보이는 것에 유래한다.

## 등록된 국립공원
- 블루마운틴스 국립공원 (Blue Mountains National Park)
- 울레미 국립공원 (Wollemi National Park)
- 옌고 국립공원 (Yengo National Park)
- 낫타이 국립공원 (Nattai National Park)
- 카난그라보이드 국립공원 (Kanangra-Boyd National Park)
- 가든스 오브 스톤 국립공원 (Gardens of Stone National Park)
- 설미어레이크 국립공원 (Thirlmere Lakes National Park)

## 같이 보기
- 블루마운틴스 (뉴사우스웨일스주)
- 블루마운틴스 국립공원